# زاکنبرگ
زاکنبرگ (به لاتین: Zackenberg) یک کوه در گرینلند است که در Northeast Greenland National Park, Greenland واقع شده‌است. زاکنبرگ ۱٬۳۰۲٫۷ متر بالاتر از سطح دریا واقع شده‌است.